# Palazzo Montaza
Il Palazzo Montaza (in arabo في المنتذة‎?, Qaṣr al-Montaza), è un edificio di Alessandria d'Egitto, affacciato lungo la costa mediterranea, residenza ufficiale della Presidenza egiziana dagli anni Settanta.

## Storia
Il Palazzo Montaza è stato costruito in diverse fasi: il palazzo Al Salamlek - Montaza che venne costruito da Abbās Ḥilmī nel 1892 e il palazzo Al-Haramlek - Montaza con i giardini fatti costruire da Fu'ad I d'Egitto. Fu progettato dall'architetto Ernesto Verrucci-Bey.
Il palazzo venne restaurato dal presidente Anwar al-Sadat che trasformò Al Salamlek - Montaza in residenza ufficiale della Presidenza egiziana e Al Haramlek -  Montata nel Museo della Storia e degli Oggetti Artistici della famiglia reale di Mehmet Ali. Anche una parte dei giardini è aperta al pubblico.

## Descrizione
Il Palazzo è costruito in stile neorinascimentale con influenze tardo-ottomane.
Tra i gioielli architettonici del complesso reale sono da ricordare il ponte Montaza, il chiosco sul mare e la torre dell'orologio, fatti costruire da re Fārūq I d'Egitto.

## Galleria d'immagini

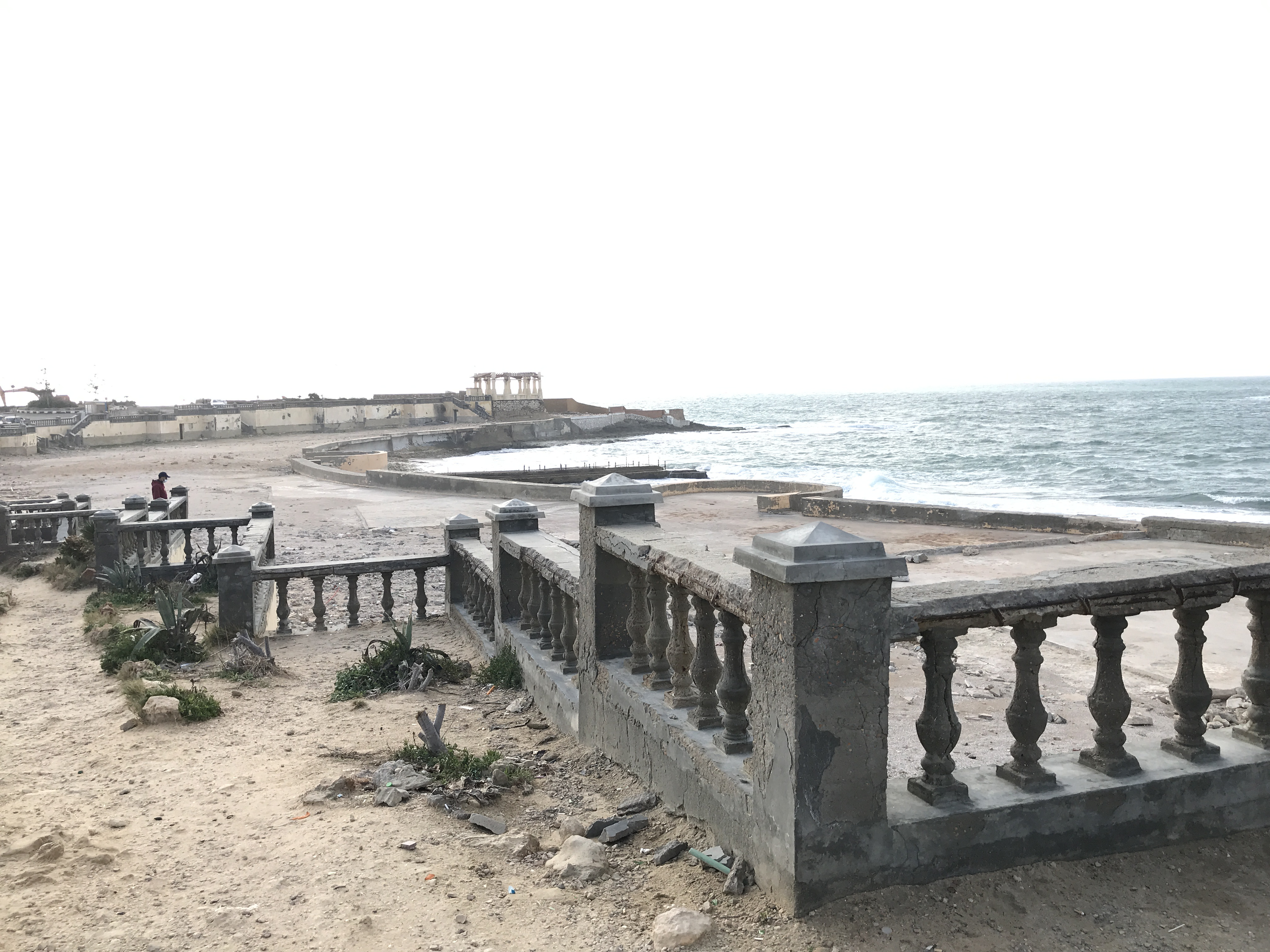
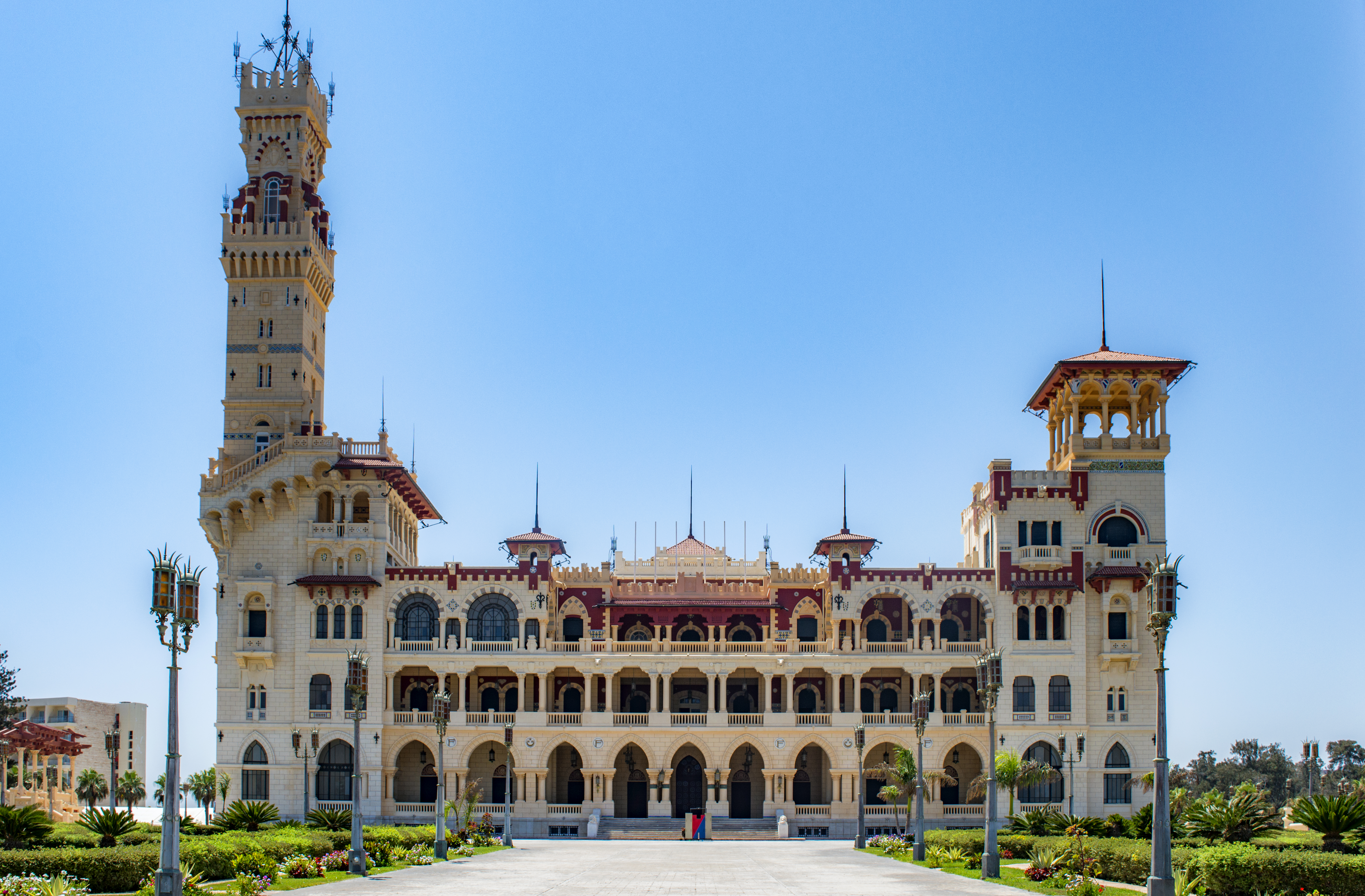
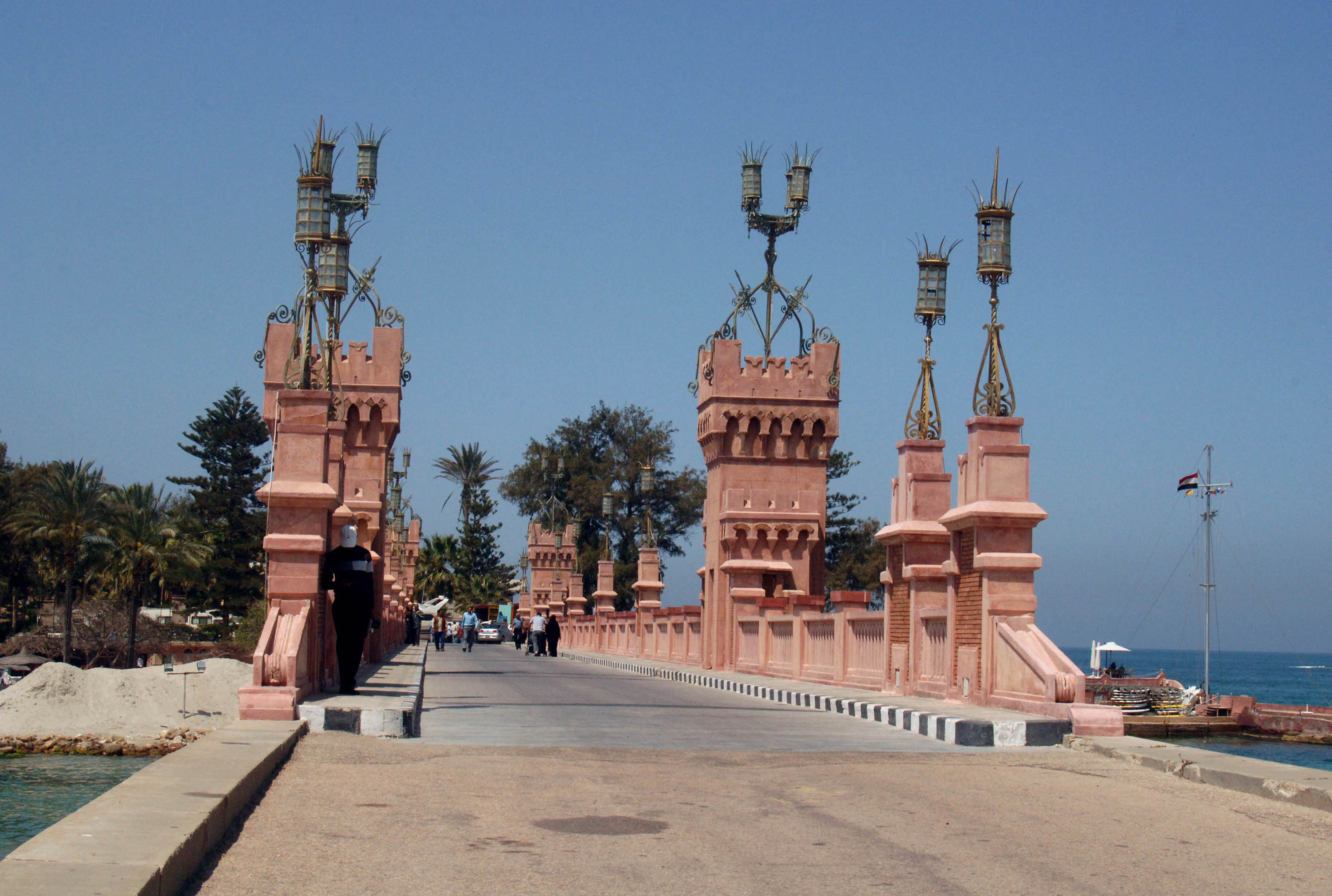
I giardini del palazzo
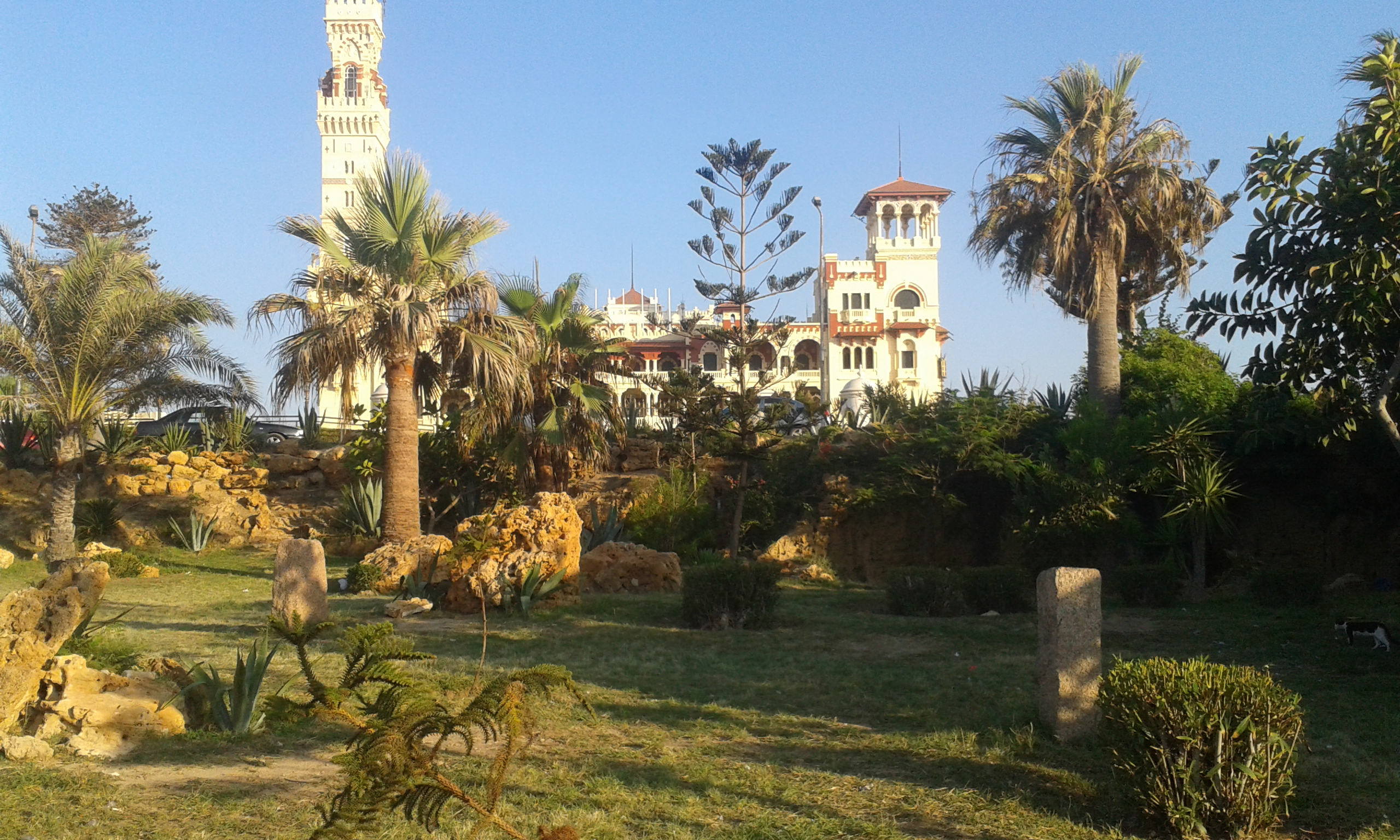
Parco del Palazzo Montaza
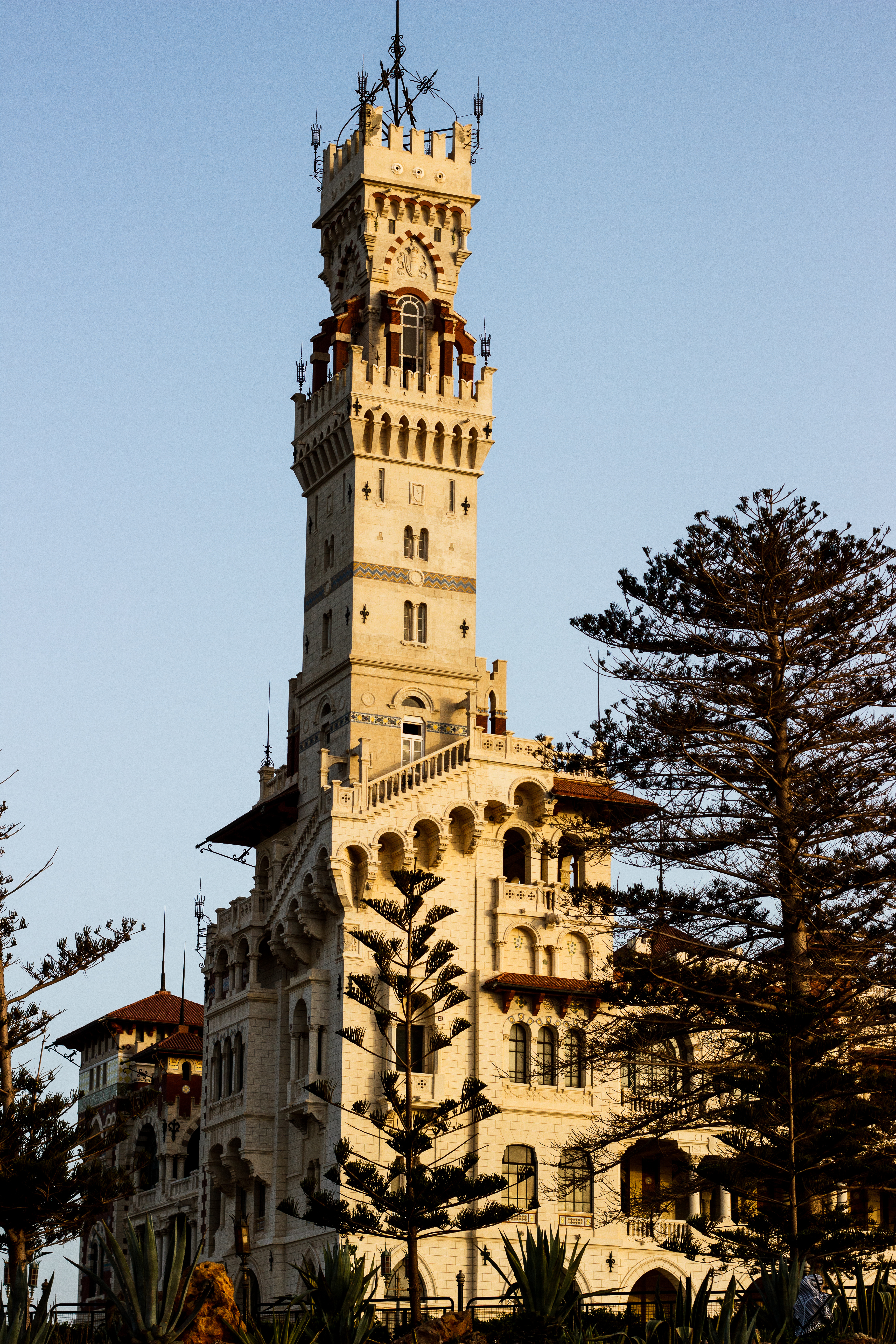
Un'ala del palazzo